# Pan Kleks w kosmosie
Pan Kleks w kosmosie – trzeci z filmów (po „Akademii pana Kleksa” i „Podróżach pana Kleksa”) opowiadających o przygodach profesora Ambrożego Kleksa wyreżyserowany przez Krzysztofa Gradowskiego. 
Film zrealizowano w roku 1988 w koprodukcji polsko-czechosłowackiej. Film składa się z dwóch części: „Porwanie Agnieszki” oraz „Misja Woltana II”. W 2016 roku film (w obu częściach) przeszedł cyfrową rekonstrukcję obrazu i dźwięku. W zrekonstruowanej wersji został wydany na Blu-Ray i emitowany w telewizji na kanałach: TVP1, TVP ABC, TVP Polonia, TVP HD i TVP Kultura.

## Scenariusz
W swojej konwencji film stanowił odejście od wcześniejszych produkcji z cyklu. „Pan Kleks w kosmosie”, w odróżnieniu od poprzedników, nie bazował na pierwowzorze literackim Jana Brzechwy. Reżyser zdecydował się umieścić głównego bohatera w autorskim scenariuszu i pokierować jego losami wedle własnej wizji. Mimo tego w filmie pojawiają się nawiązania do wcześniejszych części, w szczególności kontynuowany jest w nim wątek z „Podróży pana Kleksa” dotyczący postaci Wielkiego Elektronika.  

## Plenery
Zdjęcia wykonano na terytorium Polski, Czechosłowacji oraz Związku Radzieckim. Kawiarnia w kształcie dysku znajdująca się w Bratysławie na przerzuconym przez Dunaj moście pełniła rolę Centrum Dowodzenia Siłami Kosmicznymi, a jako wnętrze Centrum Dowodzenia wykorzystano salę operacyjną Państwowej Dyspozycji Mocy. W filmie pojawiają się też Zakłady Azotowe „Puławy”, Petrochemia w Płocku oraz Elektrownia Bełchatów.

## Fabuła
Dzieci z Państwowego Domu Dziecka w Maliszewie otrzymują na gwiazdkę komputer ofiarowany od byłego wychowanka, Jacka Bronowskiego, obecnie mieszkającego w USA. W nocy komputer sam się włącza i opowiada dzieciom historię, która ma wydarzyć się za 25 lat.
Wielki Elektronik, który po ucieczce z Wyspy Wynalazców osiadł na odległej planecie Mango, pracuje nad nowym wynalazkiem - urządzeniem do fantomizacji. Proces ten ma polegać na rozbiciu dowolnego obiektu na cząstki elementarne i możliwości przetransportowania go w ten sposób poprzez przestrzeń i czas. Pierwszym obiektem, na którym Wielki Elektronik postanawia przetestować swój wynalazek jest transportowiec kosmiczny ARGO 14-17. Wielki Elektronik, na prośbę gubernatora planety Mango, Don Manuela Carmello de Bazara, zgadza się użyć swego wynalazku, aby dostarczyć gubernatorowi z Ziemi dziewczynkę, która byłaby dla niego upragnioną córką. Wybór pada na Agnieszkę, uczennicę trzeciej klasy szkoły podstawowej im. Stanisława Lema. Gdy zostaje ona uprowadzona na Mango, uczniowie z jej klasy udają się do ostatniego rezerwatu przyrody, aby prosić mieszkającego tam Pana Kleksa o pomoc w odzyskaniu koleżanki. Żyjący dotąd z dala od cywilizacji Pan Kleks, przekonany, że dzieci o nim zapomniały, decyduje się przyjść uczniom z pomocą. Razem z członkiem klasy, Groszkiem, jego ojcem, komandorem Maxem Bensonem, oraz stworkiem Melo-Śmiaczem wyruszają na pokładzie ścigacza VOLTAN II w niebezpieczną wyprawę na planetę Mango, gdzie profesora Kleksa czeka ostateczna walka z jego odwiecznym wrogiem w osobie Wielkiego Elektronika.
Na końcu filmu, gdy komputer opowiedział już całą historię, do pokoju przychodzi dwóch mechaników, chcących rzekomo zabrać sprzęt do naprawy. Dzieci rozpoznają, że są to Alojzy Bąbel i Wielki Elektronik, i przepędzają ich.

## Obsada
- Piotr Fronczewski – prof. Ambroży Kleks
- Jan Jankowski – 
  - komandor Max Benson,
  - prezes koncernu MBM Jacek Bronowski
- Henryk Bista – Wielki Elektronik / „portugalski mnich” #1 na chińskim dworze / mechanik #2
- Piotr Ptaszyński – 
  - Gross „Groszek” Benson,
  - dziecko z Domu Dziecka
- Monika Sapilak – 
  - Agnieszka,
  - dziecko z Domu Dziecka
- Bohdan Smoleń –
  - gubernator Don Manuel Carmello de Bazar,
  - kierowca Jarząbek
- Maryla Rodowicz – Linella Carmello de Bazar
- Małgorzata Puzio – Melo-Śmiacz
- Mieczysław Gajda –  
  - Melo-Śmiacz (głos)
  - klasowy robot Bajtek
- Andrzej Rosiewicz – Melo-Śmiacz (śpiew)
- Emilian Kamiński – 
  - dyrektor Kudłacz,
  - kierownik Gładysz
- Zbigniew Buczkowski – dyrektor Alojzy Bąbel / „portugalski mnich” #3 na chińskim dworze / mechanik #1
- Zofia Merle – kierowniczka PDD w Maliszewie
- Henryk Talar – komputer „Lucas” (głos)
- Irena Kwiatkowska – Kula Informacyjna (głos)
- Marek Sierocki – prezenter stacji „Internews”
- Maria Probosz – Sandy
- Marian Glinka – strażnik złomowiska robotów
- Mariusz Leszczyński – robot Silver (głos)
- Bruno O’Ya – dowódca transportowca ARGO 1417
- Zdzisława Specht – Gloria Cassate
- Nina Gocławska – Gina Cassate
- Marlena Drozdowska – siostry Cassate (wokal)
- Witold Dębicki – młody doktor Paj-Chi-Wo
- Ján Mildner – cesarz Chin
- Leon Niemczyk – „portugalski mnich” #2 na chińskim dworze
- Marcin Troński – premier planety
- Jan Himilsbach – portier kosmicznego hotelu
- Beata Kozidrak – księżniczka z Rock-Komety
- Jerzy Moes – przedstawiciel ambasady witający Bronowskiego na lotnisku
- Iza Miko – dziewczynka z zapałkami
- Jacek Domański – oficer kontroli lotów
- Artur Pontek – jeden z uczniów szkoły im. Stanisława Lema
- Natalia Babińska – jedna z uczniów szkoły im. Stanisława Lema
- Sylwin Dąblewski – jeden z uczniów szkoły im. Stanisława Lema
- Alicja Gradowska – jedna z uczniów szkoły im. Stanisława Lema
- Dariusz Kacprzak – jeden z uczniów szkoły im. Stanisława Lema
- Marcin Gruchalski-Buszta – jeden z uczniów szkoły im. Stanisława Lema
- Wojciech Klata – 
  - jeden z uczniów szkoły im. Stanisława Lema,
  - dziecko z Domu Dziecka
- Marzena Krzysztof – jedna z uczniów szkoły im. Stanisława Lema
- Sebastian Mikołajczyk – jeden z uczniów szkoły im. Stanisława Lema
- Anna Nieduszyńska – jedna z uczniów szkoły im. Stanisława Lema
- Beata Reczyńska – jedna z uczniów szkoły im. Stanisława Lema
- Maciej Skotnicki – jeden z uczniów szkoły im. Stanisława Lema
- Aleksander Sosna – jeden z uczniów szkoły im. Stanisława Lema
- Magdalena Sternik – jedna z uczniów szkoły im. Stanisława Lema
- Janusz Suski – jeden z uczniów szkoły im. Stanisława Lema
- Katarzyna Śródka – jedna z uczniów szkoły im. Stanisława Lema
- Magdalena Wierzcholska – jedna z uczniów szkoły im. Stanisława Lema
- Paweł Wiśniewski – jeden z uczniów szkoły im. Stanisława Lema
- Mateusz Wolski – jeden z uczniów szkoły im. Stanisława Lema
- Gerard Wtykło – jeden z uczniów szkoły im. Stanisława Lema
- Urszula Zalewska – jedna z uczniów szkoły im. Stanisława Lema
- Karolina Zbrożek – jedna z uczniów szkoły im. Stanisława Lema
- Magdalena Żydek – jedna z uczniów szkoły im. Stanisława Lema

## Piosenki w filmie
- Halo ptaki - Andrzej Rosiewicz
- Droga do gwiazd - Marlena Drozdowska
- Rozmowa z Bajtkiem - Chór Chłopięcy Towarzystwa Śpiewaczego "LUTNIA"
- Jest tylko ekran - Piotr Fronczewski
- Dyscyplina - Emilian Kamiński & Chór Chłopięcy Towarzystwa Śpiewaczego "LUTNIA"
- Aa Uu
- Kolęda Pana Kleksa - Chór Chłopięcy Towarzystwa Śpiewaczego "LUTNIA"
- Planeta Fantazja - Piotr Fronczewski & Chór Chłopięcy Towarzystwa Śpiewaczego "LUTNIA"
- Piosenka gubernatora - Bohdan Smoleń & Chór Chłopięcy Towarzystwa Śpiewaczego "LUTNIA"
- Kołysanka w stylu Mango - Maryla Rodowicz
- Ratujmy kosmos - Beata Kozidrak z zespołem BAJM
- W labiryncie - Piotr Fronczewski
- Bal na Mango - Chór Chłopięcy Towarzystwa Śpiewaczego "LUTNIA"
- Śpij księżniczko - Chór Chłopięcy Towarzystwa Śpiewaczego "LUTNIA"

Muzyka: Andrzej Korzyński

Teksty: Jan Brzechwa, Krzysztof Gradowski